# Flirtisha Harris
Flirtisha Harris (née le 21 décembre 1972) est une athlète américaine, spécialiste du 200 mètres.

## Biographie
Elle remporte la médaille de bronze du relais 4 × 400 mètres lors des Championnats du monde en salle 1995, à Barcelone, en compagnie de Nelrae Pasha, Tanya Dooley et Kim Graham. Elle remporte trois médailles lors des Jeux panaméricains de 1995, à Mar del Plata, dont le titre du relais 4 × 100 m.

### Palmarès
| Date | Compétition                    | Lieu          | Résultat | Épreuve   |
| ---- | ------------------------------ | ------------- | -------- | --------- |
| 1993 | Universiade                    | Buffalo       | 1re      | 200 m     |
| 1995 | Championnats du monde en salle | Barcelone     | 3e       | 4 × 400 m |
| 1995 | Jeux panaméricains             | Mar del Plata | 3e       | 400 m     |
| 1995 | Jeux panaméricains             | Mar del Plata | 1re      | 4 × 100 m |
| 1995 | Jeux panaméricains             | Mar del Plata | 2e       | 4 × 400 m |

### Records
| Épreuve | Performance | Lieu       | Date            |
| ------- | ----------- | ---------- | --------------- |
| 200 m   | 22 s 73     | Memphis    | 30 mai 1998     |
| 400 m   | 52 s 50     | Sacramento | 14 juillet 2000 |